# Asker station
Asker station, järnvägsstation i Asker väster om Oslo. Den är Norges femte största järnvägsstation räknat i antal resande.[källa behövs] Stationen trafikeras bl.a. av Flytoget till Oslo flygplats, Gardermoen.

## Historik
Stationen byggdes ursprungligen till öppningen av Drammenbanen 7 oktober 1872 och har därefter byggts om flera gånger. Den ursprungliga stationsbyggnaden ersattes 1921 av en ny byggnad som revs 1957. Ersättningsbyggnaden var klar 1960. I samband med Flytogets etablering skedde en större ombyggnad 1998.